# Bourke B. Hickenlooper

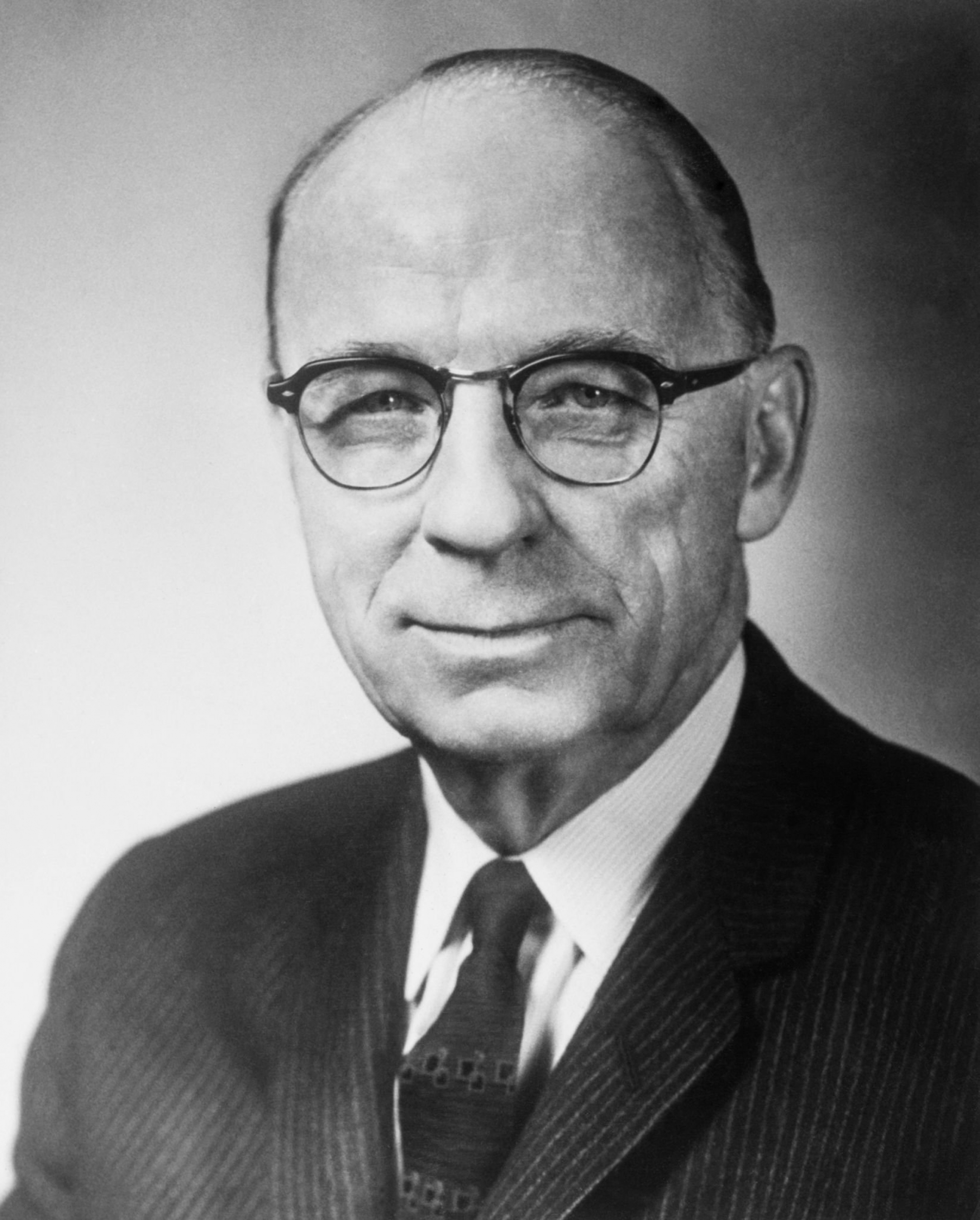
Bourke B. Hickenlooper

Bourke Blakemore Hickenlooper (* 21. Juli 1896 in Blockton, Taylor County, Iowa; † 4. September 1971 in Shelter Island, New York) war ein US-amerikanischer Politiker (Republikanische Partei) und von 1943 bis 1945 der 29. Gouverneur des Bundesstaates Iowa. Zwischen 1945 und 1969 vertrat er seinen Staat im US-Senat.

## Frühe Jahre
Bourke Hickenlooper besuchte nach der Grundschule bis 1919 das Iowa State College. Zwischenzeitlich diente er während des Ersten Weltkriegs als Leutnant in der US-Armee. Danach studierte er an der University of Iowa Jura. Dort machte er im Jahr 1922 sein juristisches Examen. Nach seiner im gleichen Jahr erfolgten Zulassung als Rechtsanwalt begann er in Cedar Rapids in seinem neuen Beruf zu arbeiten.

## Politische Laufbahn
Zwischen 1934 und 1937 war Hickenlooper Abgeordneter im Repräsentantenhaus von Iowa. Im Jahr 1938 wurde er zum Vizegouverneur seines Staates gewählt. Dieses Amt übte er zwischen 1939 und 1943 aus. Damit war er Stellvertreter von Gouverneur George A. Wilson.
Im Jahr 1942 wurde Hickenlooper dann selbst zum Gouverneur gewählt. Er trat sein neues Amt am 14. Januar 1943 an. Seine gesamte zweijährige Amtszeit wurde von den Ereignissen des Zweiten Weltkriegs überschattet. Die Kriegsanstrengungen wurden teilweise mit Haushaltsmitteln des Staates Iowa finanziert. Auch eine internationale Friedensorganisation wurde befürwortet. Im Jahr 1944 bewarb sich der Gouverneur nicht um eine Wiederwahl. Stattdessen kandidierte er für einen Sitz im US-Senat.
Zwischen Januar 1945 und Januar 1969 vertrat der frühere Gouverneur als Nachfolger von Guy Mark Gillette seinen Staat im Kongress in Washington. Dort galt er als einer der konservativsten Senatoren seiner Zeit. Er trat auch für einen isolationistischen Kurs der Vereinigten Staaten ein. Dabei wurde er eines der mächtigsten republikanischen Mitglieder des Kongresses. Zwischen 1962 und 1969 war er im Fraktionsvorstand der republikanischen Senatoren (Republican Policy Committee Chairman). Innerhalb seiner Fraktion geriet er bald in Konflikt mit dem Fraktionsführer, Senator Everett McKinley Dirksen aus Illinois, der im Gegensatz zu Hickenlooper eher liberal gesinnt war. In den folgenden Jahren war Hickenlooper ein Gegner der Bürgerrechtsbewegung und des Bürgerrechtsgesetzes von 1964. Er war auch Mitglied im Ausschuss für atomare Energie (Joint Committee on Atomic Energy).

## Hickenlooper Amendment
1962 konnte Hickenlooper eine Gesetzesänderung in den Senat einbringen und durchsetzen, die mit seinem Namen verbunden ist. Motiv für das Hickenlooper Amendment war die entschädigungslose Enteignung von Direktinvestition von US-Staatsbürgern durch die Regierung von Fidel Castro auf Kuba. Die Gesetzesergänzung sieht ein Durchgriffsrecht des Präsidenten bei durch den Kongress erlassenen Gesetzen zur wirtschaftlichen Hilfe vor, falls eine ausländische Regierung keinen Investitionsschutz bietet.

## Weiterer Lebenslauf
Im Jahr 1968 kandidierte Hickenlooper nicht mehr für den Kongress. Danach hat er kein weiteres politisches Amt mehr ausgeübt. Er starb im September 1971. Mit seiner Frau Verna Eilene Bensch hatte er zwei Kinder.